# دهستان مهرآباد (دماوند)
دهستان مهرآباد (دماوند) نام دهستانی در بخش رودهن شهرستان دماوند، استان تهران در ایران است. براساس سرشماری مرکز آمار ایران در سال ۱۳۸۵، جمعیت آن ۲۸۴۲ نفر (۷۷۸ خانوار) بوده‌است.